# Najmul Hossain Shanto
Najmul Hossain Shanto (bengalisch নাজমুল হোসেন শান্ত; * 25. August 1998 in Rajshahi, Bangladesch) ist ein bangladeschischer Cricketspieler, der seit 2017 für die bangladeschische Nationalmannschaft spielt.

## Kindheit und Ausbildung
Nazmul begann das aktive Cricket in seiner Schule, wo er von Scouts entdeckt wurde und die bangladeschischen Altersklassen durchlief. Seit 2013 war Shanto Teil von internationalen Touren der bangladeschischen U19-Nationalmannschaft. Er war Bestandteil des Teams das am ICC U19-Cricket-Weltmeisterschaft 2014 und 2016 teilnahm.

## Aktive Karriere

### Anfänge in der Nationalmannschaft
Im November 2014 gab er sein Debüt im First-Class-Cricket für Rajshahi Division. Nach guten Leistungen im nationalen Cricket wurde er von den Selektoren Ende 2016 erstmals in den Kader der Nationalmannschaft berufen. Dort gab er sein Debüt in der Test-Serie in Neuseeland im Januar 2017. Im Laufe des Jahres war er Kapitän der A-Mannschaft Bangladeschs. Nachdem er national auch in kurzen Formaten überzeugen konnte, wurde er dafür auch für die Nationalmannschaft in Betracht gezogen. Das Debüt im ODI-Cricket erfolgte dann im September 2018 beim Asia Cup 2018 gegen Afghanistan. Jedoch konnte er dabei nicht überzeugen und etablierte sich so zunächst nicht im Team. Im September 2019 konnte er dann auch sein erstes Twenty20 in einem heimischen Drei-Nationen-Turnier gegen Simbabwe absolvieren. Er überzeugte weiterhin im nationalen Cricket und fand so immer wieder Chancen in der Nationalmannschaft. Im Februar 2020 erzielte er beim Test gegen Simbabwe sein erstes internationales Fifty über 71 Runs. Im April 2021 konnte er dann im ersten Test in Sri Lanka mit 163 Runs aus 378 Bällen sein erstes Century erzielen.
Doch während er Erfolge im Test-Cricket hatte, verlor er seinen Platz im ODI-Team, da seine Leistungen dort als unzureichend eingeschätzt wurden. Im Sommer folgte dann im Test gegen Simbabwe ein weiteres Century über 117* Runs aus 118 Bällen, womit er den Sieg sicherstellte. Im Januar 2022 erzielte er dann in der Test-Serie in Neuseeland ein weiteres Fifty über 64 Runs und trug damit dazu bei, dass Bangladesch erstmals in Neuseeland ein Testspiel gewann. Nachdem er nicht für den Asia Cup 2022 nominiert wurde, wurde er, nachdem Bangladesch dort enttäuscht hatte, für den Kader für den ICC Men’s T20 World Cup 2022 in Australien nominiert. Bei dem Turnier erzielte er dann gegen Simbabwe sein erstes Twenty20-Half-Century über 71 Runs. Im entscheidenden Spiel um die Halbfinal-Qualifikation gegen Pakistan konnte er dann mit 54 Runs ein weiteres Fifty erzielen, was jedoch nicht zum Sieg reichte.

### Aufstieg zum Kapitän
Nach dem Turnier gelangen ihm in der Test-Serie gegen Indien ein Fifty über 67 Runs. Im März kam England nach Bangladesch. Hier erzielte er in den ODIs zwei Fifties (58 und 53 Runs) und in den Twenty20s ein weiteres (51 Runs), woraufhin er als Spieler des Spiels und der Serie ausgezeichnet wurde. Die wurde gefolgt von einer ODI-Serie gegen Irland, bei dem er ein weiteres Fifty (73 Runs) erreichte. Im Mai folgte der Gegenbesuch und ihm gelang im zweiten IDI ein Century über 117 Runs aus 93 Bällen und wurde dafür als Spieler des Spiels ausgezeichnet. In dem sich daran anschließendem Test gegen Afghanistan konnte er ein Century über 146 Runs aus 175 Bällen im ersten und dann ein weiteres Century über 124 Runs aus 151 Bällen im zweiten Innings erreichen, wofür er als Spieler des Spiels ausgezeichnet wurde. Beim Asia Cup 2023 gelangen ihm gegen Sri lanka ein Fifty (89 Runs) und gegen Afghanistan ein Century über 104 Runs aus 105 Bällen. In der Vorbereitung zur Weltmeisterschaft erzielte er gegen Neuseeland ein weiteres Fifty über 76 Runs. Beim Cricket World Cup 2023 erzielte er im ersten Spiel gegen Afghanistan 59* Runs und im weiteren Verlauf gegen Sri Lanka mit 90 Runs ein weiteres. Nach dem Turnier folgte die Test-Serie der Tour gegen Neuseeland, wo er als Kapitän agierte, und ihm ein Century über 105 Runs aus 198 Bällen gelang. Beim Gegenbesuch in Neuseeland erzielte er ein weiteres Fifty über 51* Runs in den ODIs. Im Februar folgte dann die Ernennung als Kapitän für Bangladesch in allen Formaten. Zum Ende der Saison 2023/24 erzielte er bei der Tour gegen Sri Lanka ein Fifty über 53* Runs in der Twenty20-Serie und ein Century über 122* Runs aus 129 Bällen im ersten ODI, wofür er jeweils als Spieler des Spiels ausgezeichnet wurde. Er wurde dann für den ICC Men’s T20 World Cup 2024 nominiert, wo er als beste Leistung 40 Runs gegen Indien erreichte.